# Rohtak
Rohtak (en hindi: रोहतक ) es una ciudad de la India, centro administrativo del distrito de Rohtak, en el estado de Haryana.

## Geografía
Se encuentra a una altitud de 223 m s. n. m. a 241 km de la capital estatal, Chandigarh, en la zona horaria UTC +5:30.

## Demografía
Según estimación 2011 contaba con una población de 357 058 habitantes.